# Helena Benitez
Pour les articles homonymes, voir Benitez.
Helena Zoila Tirona Benitez, née le 27 juin 1914 et morte le 14 juillet 2016, est une universitaire philippine, administratrice de l'Université des Femmes des Philippines (en) et femme politique.

## Biographie

### Jeunesse
Helena Benitez est née à Manille. Son père est Conrado Benitez (en), un pensionado aux États-Unis et un membre de la Convention constitutionnelle de 1934 (en). Sa mère est Francisca Tirona, une éducatrice et cofondatrice de l'Université des Femmes des Philippines (en) en 1919.

### Carrière politique
Helena Benitez a servi au Sénat des Philippines à partir de 1967 jusqu'à ce que le Congrès des Philippines ferme à la suite de la loi martiale (en) déclarée en 1972, et au Batasang Pambansa (en) à partir de 1978 jusqu'à son abolition en 1986. 

### Danse
Helena Benitez a également fondé la Bayanihan Philippine National Folk Dance Company (en),.

### Décès
Helena Benitez est morte le 14 juillet 2016 à l'âge de 102 ans.